# Asedio de Lérida (1707)
El Asedio de Lérida fue uno de los episodios de la Guerra de sucesión española acontecido el 12 de octubre de 1707.

## Antecedentes
Previendo la muerte de Carlos II de España sin descendencia, las principales potencias europeas propusieron como heredero al príncipe elector de Baviera, con el consiguiente reparto de posesiones entre estas potencias. Pero este muere, y Carlos II en su último testamento escrito antes de morir nombra a Felipe de Anjou como su sucesor. Felipe entra a Barcelona el 2 de octubre y las Cortes finalmente se cierran el 14 de enero de 1702 con el juramento de las constituciones catalanas por el Rey. 
Tomado Gibraltar por las fuerzas anglo-holandesas de la Gran Alianza el 6 de agosto del 1704, el archiduque embarca en Lisboa en dirección al Mediterráneo. Hace escala en Altea donde es proclamado Rey y la revuelta valenciana de los maulets estalla bajo el liderazgo de Joan Baptista Basset. Mientras tanto, y espoleados constantemente por el príncipe Jorge de Darmstadt, pelotones armados impiden el paso a las tropas borbónicas en la llanura de Vich y en la Batalla de Montjuic capturan la fortaleza, que sería refortificada y usada para bombardear la ciudad de Barcelona, que rodeada por las tropas aliadas de Lord Peterborough capitula el 9 de octubre de 1705, de forma que el 22 de octubre entra a Barcelona el Archiduque Carles, que el 7 de noviembre de 1705 jura las constituciones catalanas, nombrado Carlos III. Lord Peterborough avanza hacia Valencia y a finales de año, el archiduque ya controla la mayor parte de Cataluña y el Reino de Valencia
Mientras tanto, los borbones se reorganizan y su ejército avanza desde Lérida, Gerona y por mar en dirección a Barcelona. Felipe V había perdido los territorios de las Provincias Unidas, Milán y el Reino de Nápoles. Aun así, los felipistes recibían refuerzos castellanos y las tropas comandadas por el Duque de Berwick, y fuerzan al ejército austriacista a abandonar Madrid y refugiarse en el Reino de Valencia. El ejército aliado se va retirando fustigado por el ejército borbónico, y finalmente deciden hacer frente al enemigo ante Almansa, donde son derrotados. Las tropas borbónicas del Duque de Berwick avanzan por el Reino de Valencia y las de Felipe III de Orleans por Aragón, convergiendo los 40.000 hombres en Candasnos y avanzando hacia Cataluña, en dirección a Lérida y Balaguer.

## Asedio
El inicio de la campaña militar para la toma de Cataluña empezó con la captura de Balaguer y los pueblos y villas de las cercanías de Lérida. Por su parte, el ejército aliado no pudo hacer frente a las tropas borbónicas por la reciente derrota de la batalla de Almansa.
El asedio de la ciudad se inició el día 9 de septiembre, con el posicionamiento de un ejército constituido por más de treinta mil hombres mientras que la guarnición de Lérida la formaban dos mil quinientos hombres entre ingleses y holandeses, comandados por Enrique de Hessen-Darmstadt.[1] Entre el 11 y el 12 de septiembre el avance del ejército felipista toma las primeras posiciones en el Puig Burdel, Pardinyes y Vilanoveta, y diez días después llega el grueso de las tropas de Felipe III de Orleans, y sus bases de mando y aprovisionamiento se establecen en Balaguer y Fraga. El asedio, que tuvo una duración de dos meses, se intensificó con la llegada de la artillería del duque de Berwick a mediados de octubre, que bombardearon las murallas de la ciudad abriendo brechas que permitirían el asalto de la ciudad al día 12 de octubre.[1]
La noche del 12 se inicia el ataque contra los baluartes de Carme y Magdalena. Después de cuatro horas, la guarnición es derrotada. Mientras el grueso de la población civil y la guarnición se refugió en el castillo, en edificios religiosos o templos, por la mañana del día 13, la ciudad fue saqueada, se  quemaron casas y se  llevaron a cabo grandes crímenes, como es el caso de la matanza acontecida aquel mismo día 13 en el convento de Roser, de la orden de los Predicadores, donde se  llegó a asesinar unas setecientas personas.[1]
Una vez sometida la ciudad se iniciaron las tareas de asalto contra el Castillo del Rey, que resistió hasta el 11 de noviembre. Finalmente se capituló sobre todo debido a la carencia de agua y de una virulenta epidemia de disentería que causó más de 1200 muertos, además de la negativa de los aliados ingleses a continuar luchando.

## Consecuencias
El triunfo borbónico significó para Lérida la abolición el 1717 del estudio general y la desaparición del régimen foral de la paeria en 1719. Se cerró la Seu Vella, que fue ocupada por las tropas y usada como ciudadela militar. 
La toma de Lérida supuso para los borbónicos la posesión de la parte occidental de Cataluña y de las llanuras agrícolas imprescindibles por la logística del ejército que más tarde atacaría Barcelona. Los felipistes esperaron la ocupación de Lérida para empezar el 2 de noviembre el asedio de Morella, y casi simultáneamente el asedio de Ares y finalmente Tortosa, con el fin de aislar Cataluña del Reino de Valencia.